# Decembrie 1982
Acest articol este generat integral pe baza informațiilor din articolul 1982 și este actualizat periodic de un robot.
 Editările făcute în articol vor fi șterse la următoarea actualizare! Dacă doriți să faceți modificări, editați articolul-sursă.

ianuarie -
februarie -
martie -
aprilie -
mai -
iunie -
iulie -
august -
septembrie -
octombrie -
noiembrie -
decembrie
Decembrie 1982 a fost a douăsprezecea lună a anului și a început într-o zi de miercuri.

## Evenimente
- 1 decembrie: Michael Jackson lansează albumul Thriller.
- 4 decembrie: China adoptă Constituția.

## Nașteri
- 1 decembrie: Diego Cavalieri, fotbalist brazilian (portar)
- 1 decembrie: Ileana Cristina Dumitrache, politiciană română
- 2 decembrie: Horacio Pancheri, actor argentinian
- 3 decembrie: Michael Kojo Essien, fotbalist ghanez
- 3 decembrie: Silviu Izvoranu, fotbalist român
- 5 decembrie: Dejan Rusič, fotbalist sloven (atacant)
- 6 decembrie: Alberto Contador, ciclist spaniol
- 6 decembrie: Susie Wolff, femeie-pilot britanică de Formula 1
- 8 decembrie: Hamit Altıntop, fotbalist turc
- 8 decembrie: Nicki Minaj (n. Onika Tanya Maraj), rapperiță, cântăreață, compozitoare și actriță americană originară din Trinidad și Tobago
- 9 decembrie: Cornel Zainea, politician român
- 10 decembrie: Radu-Marin Moisin, politician
- 12 decembrie: Heidi Løke, handbalistă norvegiană
- 12 decembrie: Ionuț Grama, actor român
- 13 decembrie: Elisa Di Francisca, scrimeră italiană
- 14 decembrie: DJ Assad (Adam Assad), DJ francez
- 15 decembrie: Miloš Mihajlov, fotbalist sârb
- 16 decembrie: Cristina Ghiță, scrimeră română
- 18 decembrie: Andreea Sava, jurnalistă română (d. 2025)
- 18 decembrie: Ionela-Cristina Breahnă-Pravăț, politiciană
- 18 decembrie: Serghei Pașcenco, fotbalist moldovean
- 19 decembrie: Paolo Giordano, scriitor italian
- 20 decembrie: Ioana Barbu, actriță română
- 21 decembrie: Valeriu Andronic, fotbalist din R. Moldova
- 21 decembrie: Peter Joppich, scrimer german
- 22 decembrie: Britta Heidemann, scrimeră germană
- 26 decembrie: Marius-Andrei Miftode, politician
- 27 decembrie: Ovidiu Ștefan Hoban, fotbalist român
- 30 decembrie: Wíres José de Souza, fotbalist brazilian
- 30 decembrie: Fadei Nagacevschi, politician moldovean
- 31 decembrie: Angélico Vieira (n. Sandro Milton Vieira Angélico), cântăreț și actor portughez de film și teatru (d. 2011)

## Decese
Marty Feldman (n. Martin Alan Feldman), 48 ani, autor, actor, comedian și regizor britanico-american (n. 1934)
Lucian Popescu, 70 ani, boxer român (n. 1912)
Micaela Eleutheriade, 82 ani, pictoriță română (n. 1900)
Lajos Takács, jurist și politician român (n. 1908)
Arthur Rubinstein, 95 ani, pianist polonez de etnie evreiască (n. 1887)
Charles Hapgood (Charles Hutchins Hapgood), 78 ani, istoric american (n. 1904)
Alexandru Apolzan, 55 ani, fotbalist român (n. 1927)
Grégoire Michonze (n. Grigore Michonze), 80 ani, pictor francez născut în Basarabia (n. 1902)